# 레가 프로 프리마 디비시오네
레가 프로 프리마 디비시오네(이탈리아어: Lega Pro Prima Divisione)는 이탈리아 프로축구의 3부리그의 명칭이다. 33개의 팀으로 구성되며 또다시 거기서 2개의 다른 리그를 운영하며 그룹 A는 17개 팀, 그룹 B는 16개 팀으로 운영된다. 2008년까지 세리에 C1으로 알려졌었다.
1978-79 시즌 전에는 이탈리아에 3개의 프로축구 리그가 있었고 그 세 개의 리그를 모두 총칭하여 세리에 C라고 하였다. 1978년에 세리에 C를 C1 C2로 리그를 나누게 된다. C2는 지금의 4부 리그 시스템에 해당하는데 2008년에 C1의 명칭을 개명했고 지금은 레가 프로 세콘다 디비시오네로 불린다. FIGC는 리그를 재편성하기로 결정하여, 2014-2015 시즌부터 세콘다 디비시오네와 다시 합치며, 60개의 팀을 3개의 조로 나누어 대회를 진행한다.

## 승격과 강등
각 그룹마다 두 팀은 세리에 B로 승격하며 세 팀은 레가 프로 세콘다 디비시오네로 강등된다. 그러므로 총 4개의 팀이 승격하고 6개의 팀이 강등된다.
1위로 마친팀은 바로 승격을 하게 되고 2위에서 5위의 팀들은 플레이오프 토너먼트를 걸쳐 승격을 정하게 된다.
플레이오프는 정규시즌이 종료된 후 진행되며 각 그룹의 2위팀은 5위팀과 경기를 치르고 3위팀은 4위팀과 경기를 치른다. 한 팀당 2번 경기를 하며 한 단계 높은 팀들은 홈 어드벤티지를 갖는다. 득실점 합계에서는 어웨이골을 인정하지 않는다. 상위 단계의 팀은 추가시간을 주어지거나 승부차기를 가지 않고 승리를 선언한다. 승리한 팀은 또다른 맞대결에서도 똑같은 룰이 적용된다. 만약에 1,2차전 합계에서 득실점이 모두 같다면 추가 시간이 주어진다. 만약에 추가 시간 후에도 승부가 나지 않는다면 승부차기 없이 상위 단계의 팀의 승리로 선언된다. 토너먼트에서 우승한 팀은 세리에 B로 승격하는 두 번째 팀이 된다.
시즌 후에 최하위로 남은 팀은 곧바로 강등당하며 14위부터 17위까지 팀들은 강등을 두고 플레이아웃 토너먼트를 치른다. 플레이아웃 토너먼트는 단 한 경기만을 치른다. 각 그룹의 14위팀은 17위, 15위와 16위끼리 경기를 치르고 2번의 토너먼트 단계가 있으며 상위 단계의 팀은 두 번째 플레이오프에서 홈경기 어드벤티지를 갖는다. 득실점이 같은 경우의 룰은 플레이오프와 규칙이 동일하다. 각 그룹 토너먼트에서 두 팀들은 잔류하며 나머지 네 팀들은 레가 프로 세콘다 디비시오네로 강등된다.
플레이오프와 플레이아웃 제도는 1993-94시즌에 처음 시행됐으며 전에는 1,2위팀이 승격하고 최하위 3개의 팀들이 강등을 당하였다.

## 지난 우승팀
출처:

### 세리에 C1
| 시즌    | 우승         | 준우승          |
| ------- | ------------ | --------------- |
| 1978-79 | 코모         | 파르마          |
| 1979-80 | 바레세       | 리미니          |
| 1980-81 | 레자나       | 크레모네세      |
| 1981-82 | 아탈란타     | 몬차            |
| 1982-83 | 트리에스티나 | 파도바          |
| 1983-84 | 파르마       | 볼로냐          |
| 1984-85 | 브레시       | 라네로시 비첸차 |
| 1985-86 | 파르마       | 모데나          |
| 1986-87 | 피아첸차     | 파도바          |
| 1987-88 | 안코나       | 몬차            |
| 1988-89 | 레자나       | 트리에스티나    |
| 1989-90 | 모데나       | 루체세          |
| 1990-91 | 피아첸차     | 베네치아        |
| 1991-92 | SPAL         | 몬차            |
| 1992-93 | 라벤나       | 비첸차          |

| 시즌    | 우승         | 준우승          |
| ------- | ------------ | --------------- |
| 1978-79 | 코모         | 파르마          |
| 1979-80 | 바레세       | 리미니          |
| 1980-81 | 레자나       | 크레모네세      |
| 1981-82 | 아탈란타     | 몬차            |
| 1982-83 | 트리에스티나 | 파도바          |
| 1983-84 | 파르마       | 볼로냐          |
| 1984-85 | 브레시       | 라네로시 비첸차 |
| 1985-86 | 파르마       | 모데나          |
| 1986-87 | 피아첸차     | 파도바          |
| 1987-88 | 안코나       | 몬차            |
| 1988-89 | 레자나       | 트리에스티나    |
| 1989-90 | 모데나       | 루체세          |
| 1990-91 | 피아첸차     | 베네치아        |
| 1991-92 | SPAL         | 몬차            |
| 1992-93 | 라벤나       | 비첸차          |

| 시즌    | 우승       | 준우승            |
| ------- | ---------- | ----------------- |
| 1978-79 | 마테라     | 피사              |
| 1979-80 | 카타니아   | 포자              |
| 1980-81 | 카베세     | 삼베네데테세      |
| 1981-82 | 아레초     | 캄포바소          |
| 1982-83 | 엠폴리     | 페스카라          |
| 1983-84 | 바리       | 타란토            |
| 1984-85 | 카탄차로   | 팔레르모          |
| 1985-86 | 메시나     | 타란토            |
| 1986-87 | 카탄차로   | 바를레타          |
| 1987-88 | 리치타     | 코센차            |
| 1988-89 | 칼리아리   | 포자              |
| 1989-90 | 타란토     | 살레르티나타      |
| 1990-91 | 카세르타나 | 팔레르모          |
| 1991-92 | 테르나나   | 피델리스 안드리아 |
| 1992-93 | 팔레르모   | 아치레알레        |

| 시즌    | 우승       | 준우승            |
| ------- | ---------- | ----------------- |
| 1978-79 | 마테라     | 피사              |
| 1979-80 | 카타니아   | 포자              |
| 1980-81 | 카베세     | 삼베네데테세      |
| 1981-82 | 아레초     | 캄포바소          |
| 1982-83 | 엠폴리     | 페스카라          |
| 1983-84 | 바리       | 타란토            |
| 1984-85 | 카탄차로   | 팔레르모          |
| 1985-86 | 메시나     | 타란토            |
| 1986-87 | 카탄차로   | 바를레타          |
| 1987-88 | 리치타     | 코센차            |
| 1988-89 | 칼리아리   | 포자              |
| 1989-90 | 타란토     | 살레르티나타      |
| 1990-91 | 카세르타나 | 팔레르모          |
| 1991-92 | 테르나나   | 피델리스 안드리아 |
| 1992-93 | 팔레르모   | 아치레알레        |

| 시즌    | 우승            | 플레이오프 우승팀 |
| ------- | --------------- | ----------------- |
| 1993-94 | 키에보          | 코모              |
| 1994-95 | 볼로냐          | 피스토이에세      |
| 1995-96 | 라벤나          | 엠폴리            |
| 1996-97 | 트레비소        | 몬차              |
| 1997-98 | 체세나          | 크레모네세        |
| 1998-99 | 알자노 비레시트 | 피스토이에세      |
| 1999-00 | 시에나          | 치타델라          |
| 2000-01 | 모데나          | 코모              |
| 2001-02 | 리보르노        | 트리에스티나      |
| 2002-03 | 트레비소        | 알비노레페        |
| 2003-04 | 아레초          | 체세나            |
| 2004-05 | 크레모네세      | 만토바            |
| 2005-06 | 스페치아        | 제노아            |
| 2006-07 | 그로세토        | 피사              |
| 2007-08 | 사수올로        | 치타델라          |

| 시즌    | 우승            | 플레이오프 우승팀 |
| ------- | --------------- | ----------------- |
| 1993-94 | 키에보          | 코모              |
| 1994-95 | 볼로냐          | 피스토이에세      |
| 1995-96 | 라벤나          | 엠폴리            |
| 1996-97 | 트레비소        | 몬차              |
| 1997-98 | 체세나          | 크레모네세        |
| 1998-99 | 알자노 비레시트 | 피스토이에세      |
| 1999-00 | 시에나          | 치타델라          |
| 2000-01 | 모데나          | 코모              |
| 2001-02 | 리보르노        | 트리에스티나      |
| 2002-03 | 트레비소        | 알비노레페        |
| 2003-04 | 아레초          | 체세나            |
| 2004-05 | 크레모네세      | 만토바            |
| 2005-06 | 스페치아        | 제노아            |
| 2006-07 | 그로세토        | 피사              |
| 2007-08 | 사수올로        | 치타델라          |

| 시즌    | 우승              | 플레이오프 우승  |
| ------- | ----------------- | ---------------- |
| 1993-94 | 페루자            | 살레르니타나     |
| 1994-95 | 레지나            | 아벨리노         |
| 1995-96 | 레체              | 카스텔 디 산그로 |
| 1996-97 | 피델리스 안드리아 | 안코나           |
| 1997-98 | 코센차            | 테르나나         |
| 1998-99 | 페르마나          | 사보이아         |
| 1999-00 | 크로토네          | 안코나           |
| 2000-01 | 팔레르모          | 메시나           |
| 2001-02 | 아스콜리          | 카타니아         |
| 2002-03 | 아벨리노          | 페스카라         |
| 2003-04 | 카탄차로          | 크로토네         |
| 2004-05 | 리미니            | 아벨리노         |
| 2005-06 | 나폴리            | 프로시노네       |
| 2006-07 | 라벤나            | 아벨리노         |
| 2007-08 | 살레르니타나      | 안코나           |

| 시즌    | 우승              | 플레이오프 우승  |
| ------- | ----------------- | ---------------- |
| 1993-94 | 페루자            | 살레르니타나     |
| 1994-95 | 레지나            | 아벨리노         |
| 1995-96 | 레체              | 카스텔 디 산그로 |
| 1996-97 | 피델리스 안드리아 | 안코나           |
| 1997-98 | 코센차            | 테르나나         |
| 1998-99 | 페르마나          | 사보이아         |
| 1999-00 | 크로토네          | 안코나           |
| 2000-01 | 팔레르모          | 메시나           |
| 2001-02 | 아스콜리          | 카타니아         |
| 2002-03 | 아벨리노          | 페스카라         |
| 2003-04 | 카탄차로          | 크로토네         |
| 2004-05 | 리미니            | 아벨리노         |
| 2005-06 | 나폴리            | 프로시노네       |
| 2006-07 | 라벤나            | 아벨리노         |
| 2007-08 | 살레르니타나      | 안코나           |

### 레가 프로 프리마 디비시오네
| 시즌    | 우승            | 플레이오프 우승 |
| ------- | --------------- | --------------- |
| 2008-09 | 체세나          | 파도바          |
| 2009-10 | 노바라          | 바레세          |
| 2010-11 | 구비오          | 베로나          |
| 2011-12 | 테르나나        | 프로 베르첼리   |
| 2012-13 | 트라파니        | 카르피          |
| 2013-14 | 비르투스 엔텔라 | 프로 베르첼리   |

| 시즌    | 우승            | 플레이오프 우승 |
| ------- | --------------- | --------------- |
| 2008-09 | 체세나          | 파도바          |
| 2009-10 | 노바라          | 바레세          |
| 2010-11 | 구비오          | 베로나          |
| 2011-12 | 테르나나        | 프로 베르첼리   |
| 2012-13 | 트라파니        | 카르피          |
| 2013-14 | 비르투스 엔텔라 | 프로 베르첼리   |

| 시즌    | 우승         | 플레이오프 우승 |
| ------- | ------------ | --------------- |
| 2008-09 | 갈리폴리     | 크로토네        |
| 2009-10 | 포르토숨마가 | 페스카라        |
| 2010-11 | 노체리나     | 유베 스타비아   |
| 2011-12 | 스페치아     | 비르투스 란차노 |
| 2012-13 | 아벨리노     | 라티나          |
| 2013-14 | 페루자       | 프로시노네      |

| 시즌    | 우승         | 플레이오프 우승 |
| ------- | ------------ | --------------- |
| 2008-09 | 갈리폴리     | 크로토네        |
| 2009-10 | 포르토숨마가 | 페스카라        |
| 2010-11 | 노체리나     | 유베 스타비아   |
| 2011-12 | 스페치아     | 비르투스 란차노 |
| 2012-13 | 아벨리노     | 라티나          |
| 2013-14 | 페루자       | 프로시노네      |

## 레가 프로 프리마 디비시오네 참가 팀
1978-79 시절부터 2013-14까지 총 36시즌간 174개의 클럽들이 참가했다.
- 23 시즌: SPAL
- 22 시즌: 카라레세
- 21 시즌: 베네벤토, 레자나, 스페치아
- 20 시즌: 살레르니타나
- 18 시즌: 프라토
- 17 시즌: 아레초, 코모, 포자, 노체리나
- 16 시즌: 모데나, 몬차, 테르나나
- 15 시즌: 카사라노, 루메차네, 루케세
- 14 시즌: 알레산드리아, 아벨리노, 줄리아노바, 리보르노, 파도바, 시에나, 타란토, 바를레타, 크레모네세
- 13 시즌: 파비아, 피사, 피스토이에세
- 12 시즌: 안코나, 카르피, 키에티, 엠폴리, 유베 스타비아, 페루자, 레지나, 삼베네데테세,
- 11 시즌: 안드리아 BAT, 로디지아니, 카세르타나, 카타니아, 카베세, 노바라, 피아첸차, 리미니, 트렌토, 트레비소, 트리에스티나,L.R. 비첸차, 비르투스 란차노, 프로 파트리아,L.R. 비첸차
- 10 시즌: 코센차, 파노, 이스키아, 레코, 만토바, 세스토, 시라쿠사, 토레스, 바레세,파가네세
- 9 시즌: 아치레알레, 페르마나, 팔레르모, 푸테오라나, 테라모, 비아레조
- 8 시즌: 아틀레티코 카타니아, 치타델라, 마세세, 모노폴리, 몬테바르치, 라벤나, 비스 페사로, 아스콜리,소렌토
- 7 시즌: 아스콜리, 프란카빌라, 놀라, 마르티나, 산레메세, 소라, 프로시노네
- 6 시즌: 알차노 비레시트, 브레셸로, 캄포바소, 카살레, 체세나, 크로토네, 폴리뇨, 자레, 레냐노, 구알도 카사카스탈다, 파르마, 페스카라,트라파니, 투리스,알비노레페, 카탄차로, 베네치아
- 5 시즌: , 브린디시, 카스텔디산그로, 키에보, 피오렌주올라, 포를리, 리카타, 메시나, 페르고크레마, 포텐차, 렌데, 론디넬라, 사보이아, 비아레조, 비테르베세, 라퀼라
- 4 시즌: 라티나, 레페, 파라촐로, 포르토그루아로, 산조반네세, 사론노, 베로나, 비레시트 보칼레오네, 그로세토, 산마리노, 쥐트티롤
- 3 시즌: 바티파리에세, 볼로냐, 브레시아, 첸테세, 데르토나, 갈리폴리, 만프레도니아, 마테라, 산탄젤로, 구비오, 페라피살로, 레체
- 2 시즌: 아크라가스, 바라카 루고, 바사노 비르투스, 빌레스, 칼리아리, 치비타노베세, 젤라, 제노아, 마르살라, 나폴리, 오스피탈레토, 파테르노, 피치게토네, 레알 마르차니세, 사수올로, 트리티움, 프로 베르첼리, 비르투스 엔텔라, 폰테데라
- 1 시즌: 아스티, 아탈란타, 아틀레티코 로마, 아베자노, 바리, 크레발토레, 쿠네오, 판풀라, 필리네, 이브레아, 제시나, 레온치오, 메스트레, 페시나 VG, 로덴세, 산도나, 비토리아, 사보나